# 1731
Évszázadok: 17. század – 18. század – 19. század
Évtizedek: 1680-as évek – 1690-es évek – 1700-as évek – 1710-es évek – 1720-as évek – 1730-as évek – 1740-es évek – 1750-es évek – 1760-as évek – 1770-es évek – 1780-as évek
Évek: 1726 – 1727 – 1728 – 1729 –  1730 – 1731 – 1732 – 1733 – 1734 – 1735 – 1736

## Események
- március 21. – III. Károly király kiadja a Carolina resolutio-t a protestáns egyházi viszonyok és vallásgyakorlás szabályozására.[1]

## Születések
- augusztus 12. – Tordai Sámuel református lelkész, műfordító († 1801)
- október 6. – Emily Lennox, Richmond 2. herceg leánya, James FitzGerald Leinster 1. hercege, majd pedig William Ogilvie felesége († 1814)
- október 10. – Henry Cavendish, angol fizikus és kémikus, a Royal Society tagja († 1810)
- november 4. – Mária Jozefa Karolina szász hercegnő, Lajos Ferdinánd francia királyi herceg felesége, XVI. Lajos, XVIII. Lajos és X. Károly francia királyok anyja († 1767)
- november 7. – Robert Rogers, brit őrnagy az amerikai gyarmati háborúk idején, a modern kori irreguláris hadviselés egyik megteremtője († 1795)
- november 26. – William Cowper, angol költő († 1800)

## Halálozások
- január 27. – Bartolomeo Cristofori, feltaláló, hangszerkészítő, zenész (* 1655)
- március 29. – Koháry István, országbíró, hadvezér, politikus, költő (* 1649)
- április 24. – Daniel Defoe, angol író, újságíró (* 1659 és 1661 között)
- május 1. – Johann Ludwig Bach, német zeneszerző és hegedűs (* 1677)